# Вилли Мун
Вилли Мун (англ. Willy Moon, настоящее имя Уилльям Синклар англ. William Sinclair, 2 июня 1989) — английский музыкант, певец и продюсер.

## Критика
Получал положительные отзывы в The Guardian, Q, GQ, Elle и Vogue.

## Синглы
| Год  | Название            | Примечания                                                 | Альбом           |
| ---- | ------------------- | ---------------------------------------------------------- | ---------------- |
| 2011 | I Wanna Be Your Man | - Дата выпуска: 3 ноября 2011 - Лейбл: Luv Luv Luv         | Non-album single |
| 2012 | Yeah Yeah           | - Дата выпуска: 20 апреля 2012 - Лейбл: Luv Luv Luv        | Non-album single |
| 2012 | Railroad Track      | - Дата выпуска: 20 августа 2012 - Лейбл: Third Man Records | Non-album single |

## Видеоклипы
| Название            | Дата выпуска   | Режиссёр       |
| ------------------- | -------------- | -------------- |
| I Wanna Be Your Man | 9 августа 2011 | Sasha Rainbow  |
| She Loves Me        | 9 ноября 2011  | Sasha Rainbow  |
| Yeah Yeah           | 19 марта 2012  | Sasha Rainbow  |
| Railroad Track      | 30 июля 2012   | Michael Carter |